# NHL 1946/1947
Sezóna 1946/1947 byla 30. sezonou NHL. Vítězem Stanley Cupu se stal tým Toronto Maple Leafs.

## Konečná tabulka základní části
| Tým                 | Z  | V  | P  | R  | B  | VG  | IG  |
| ------------------- | -- | -- | -- | -- | -- | --- | --- |
| Montreal Canadiens  | 60 | 34 | 16 | 10 | 78 | 189 | 138 |
| Toronto Maple Leafs | 60 | 31 | 19 | 10 | 72 | 209 | 172 |
| Boston Bruins       | 60 | 26 | 23 | 11 | 63 | 190 | 175 |
| Detroit Red Wings   | 60 | 22 | 27 | 11 | 55 | 190 | 193 |
| New York Rangers    | 60 | 22 | 32 | 6  | 50 | 167 | 186 |
| Chicago Black Hawks | 60 | 19 | 37 | 4  | 42 | 193 | 274 |

## Play off
|  | Semifinále | Semifinále          | Semifinále |  |  | Finále Stanley Cupu | Finále Stanley Cupu | Finále Stanley Cupu |
|  |            |                     |            |  |  |                     |                     |                     |
|  | 1          | Montreal Canadiens  | 4          |  |  |                     |                     |                     |
|  | 3          | Boston Bruins       | 1          |  |  |                     |                     |                     |
|  |            |                     |            |  |  | 1                   | Montreal Canadiens  | 2                   |
|  |            |                     |            |  |  | 2                   | Toronto Maple Leafs | 4                   |
|  | 2          | Toronto Maple Leafs | 4          |  |  |                     |                     |                     |
|  | 4          | Detroit Red Wings   | 1          |  |  |                     |                     |                     |

## Ocenění
| O'Brien Cup:               | Montreal Canadiens                  |
| Prince of Wales Trophy:    | Montreal Canadiens                  |
| Calder Memorial Trophy:    | Howie Meeker, Toronto Maple Leafs   |
| Hart Memorial Trophy:      | Maurice Richard, Montreal Canadiens |
| Lady Byng Memorial Trophy: | Bobby Bauer, Boston Bruins          |
| Vezina Trophy:             | Bill Durnan, Montreal Canadiens     |